# Acer hungaricum
Acer hungaricum é uma espécie de árvore do gênero Acer, pertencente à família Aceraceae.